# Цифровий порядок денний для Європи
Цифровий порядок денний для Європи (англ. Digital agenda for Europe) — одна з семи флагманських ініціатив (англ. flagship initiatives) у рамках стратегії «Європа 2020». Містить перелік із 100 конкретних дій і визначає європейську стратегію для розквіту цифрової економіки у 2020 році.

## Сім стовпів
Порядок денний у свою чергу містить сім стовпів (7 pillars):
1. для створення єдиного цифрового ринку — зняття бар'єрів і створення єдиних правил для вільного поширення онлайн-послуг та розваг за межі національних кордонів, створення єдиного простору онлайн-платежів, розвитку бізнесу завантаження музики, захисту споживачів ЄС в кіберпросторі[1];
2. для розвитку інтероперабельності (експлуатаційної сумісності) і стандартів — покращання нормативних процедур та підвищення сумісності для досягнення безперешкодної взаємодії численних ІТ-пристроїв і застосунків, сховищ даних і послуг[2];
3. для розвитку довіри і безпеки користувачів онлайн-транзакцій — зменшення загроз від шкідливого програмного забезпечення, скоординована європейська відповідь на кібер-атаки, посилені правила щодо захисту особових даних[3];
4. для розвитку дуже швидкого інтернету — для телебачення високої чіткості та відеоконференцій, досягнення швидкостей 30 Мбіт / с для всіх користувачів і 100 Мбіт / с, принаймні для 50 % користувачів інтернету до 2020 року, стимулювання інвестицій і прийняття комплексного плану радіочастотного спектру[4];
5. для розвитку наукових досліджень та інновацій — залучення найкращих дослідників, створення інфраструктури світового класу, адекватне фінансування, переведення найкращих ідей в форму товарів і послуг, розширення координації та ліквідація розрізнених зусиль Європи[5];
6. для підвищення електронних навичок — наразі понад 50 % європейців використовують інтернет щодня — але 30 % не використовували його ніколи![6]
7. для використання ІКТ для вирішення соціальних проблем — для скорочення споживання енергії, підтримки життя старіючих громадян, революціонізації медичних послуг, підвищення якості державних послуг, оцифрування культурної спадщини Європи для забезпечення онлайнового доступу для всіх[7].